# Scheschonq II.
Scheschonq II. war Hohepriester des Amun in Theben und wohl kurzzeitig Mitregent seines Vaters Osorkon I. Seine Brüder waren Takelot I. und die Hohepriester Iuwelot und Smendes III. Er war unter anderem mit Nestanebtaschru verheiratet und hatte mit ihr den Sohn Harsiese, später Hohepriester des Amun von Theben und Gegenkönig. Die Mutter des Scheschonq II. hieß Maatkare, die Tochter Psusennes II.

## Belege
Scheschonq II. wird 924 v. Chr. von seinem Vater als Nachfolger dessen verstorbenen Halbbruders Iupet zum Hohepriester des Amun in Theben erhoben. Auf einer von vier Statuen in Karnak schreibt er seinen Namen in eine Kartusche, womit er seinen Herrschaftsanspruch anmeldet. Er bezeichnet sich als „Herr des Südens und des Nordens“, „der Anführer der großen Armee von ganz Ägypten“. Scheschonq II. trägt den Thronnamen: Mit „fürstlicher Gestalt, Erwählter des Re“ und verstirbt plötzlich. Damit geht die Herrschaft auf seinen eigenen Halbbruder Iuwelot über.

## Sein Grab

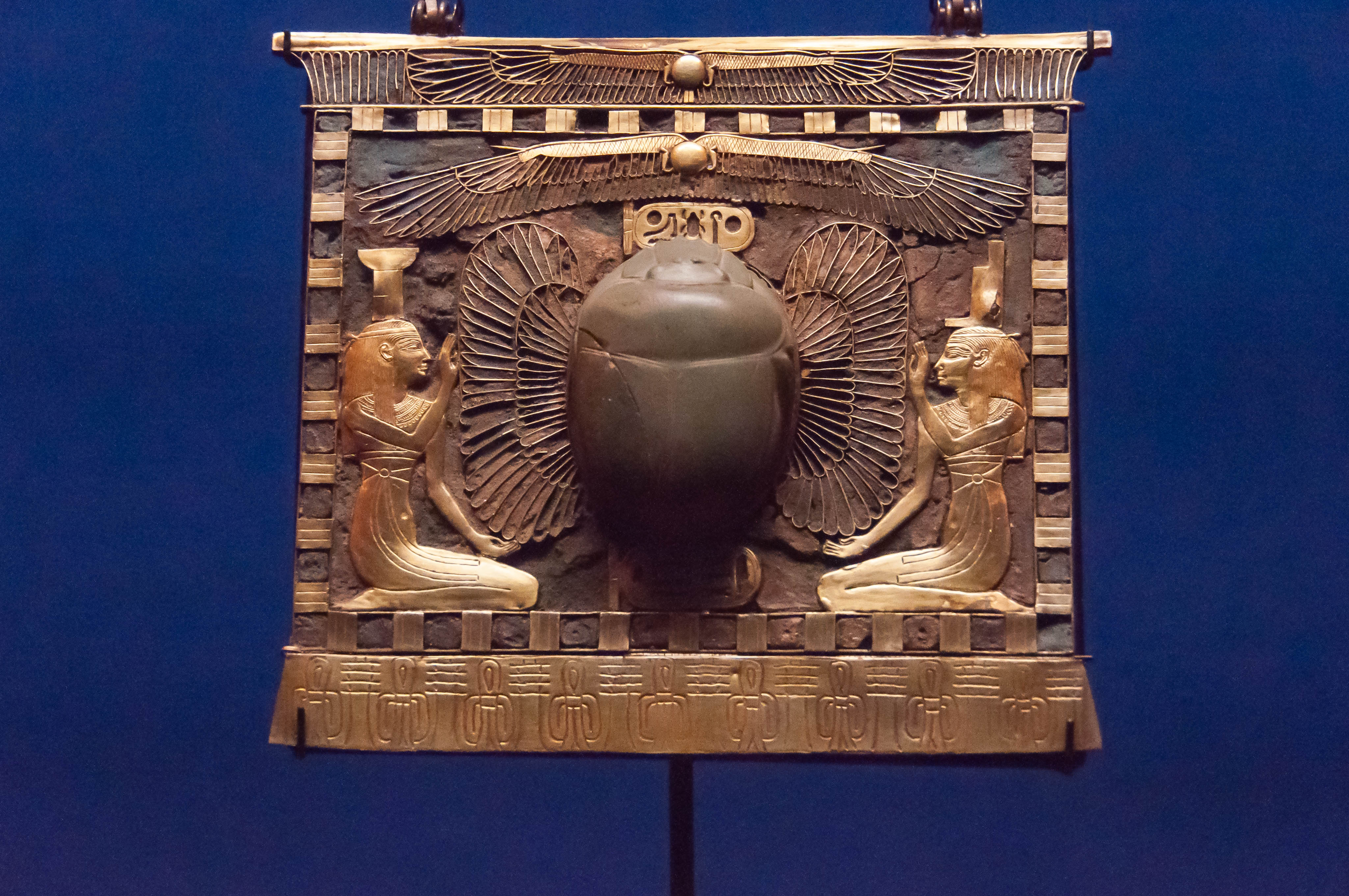
Pektoral des Scheschonq II., gefunden auf der Mumie des Pharaos

Bestattet wird Scheschonq II. in der Vorkammer des Grabes von Psusennes I. in Tanis. Die reiche Grabausstattung enthielt eine Goldmaske, einen falkenköpfigen Silbersarg, Pektorale, silberne Eingeweidesärge, Kanopen und Amulette.

## Scheschonq II: Name für mehr als einen Pharao?
Auf der internationalen Konferenz The Libyan Period in Egypt: Historical and chronological problems of the The Third Intermediate Period der Abteilung für Ägyptologie der Universität Leiden im Oktober 2007 wurde festgestellt und in einer Resolution bekräftigt, dass der Name Scheschonq II. für mindestens drei verschiedene Pharaonen verwendet wird. Es handelt sich um:
- Heqa-cheper-Re Shoshenq (Scheschonq II a)
- Tut-cheper-Re Shoshenq (Scheschonq II b)
- Maa-cheper-Re Shoshenq (Scheschonq II c)